# Félix Legueu
Félix Legueu (Angers, 12 agosto 1863 – 2 ottobre 1939) è stato un ginecologo francese.

## Biografia
Legueu era un professore clinico a Parigi, un chirurgo all'Hôpital Necker e membro dell'Académie de Médecine.
Si specializzò in disturbi genitourinari. Nel 1913 descrisse una procedura per la chiusura di una fistola vesicovaginale, un passaggio anormale tra la vescica e la vagina. Tale operazione, chiamata oggi "operazione Dittel-Forgue-Legueu", prende il nome anche da Leopold von Dittel (1815-1898) e Émile Forgue (1860-1943).

## Opere
- Titres et travaux scientifiques de Félix Legueu, Paris, F. Alcan, 1912, OCLC 493981300.
- Supplément aux titres scientifiques depuis 1920, 1924, OCLC 493858235.
- Contemporary (but incomplete) list on SUDOC; 35 titles as an author (Retrieved 2012-03-28).[1]
- Des calculs du rein et de l'uretère au point de vue chirurgical, Steinheil. 1891, 150 p. Also online on Google Books
- Félix Legueu, De l'appendicite: pathogénie, clinique, traitement, L’œuvre médico-chirurgicale, vol. 1, Paris, Masson et Cie, maggio 1897.
- (Con Frédéric Labadie-Lagrave) Traité médico-chirurgical de gynécologie. 1898[2]
- (FR) Traitement de l'appendicite, L’œuvre médico-chirurgical, No. 18, Paris, Masson et Cie, luglio 1899.
- Félix Legueu, Des hématuries essentielles (Rapport présenté à la 4e session de l'Association française d'urologie), Paris, Daix frères, 1899.
- Leçons de clinique chirurgicale, Paris: Félix Alcan. 1902, 454 p.
- Félix Legueu, De la pyélonéphrite dans ses rapports avec la puerpéralité, IVe Congrès périodique de gynécologie, d'obstétrique et de paediatrie, Rouen, Lecerf fils, 1904.
- Traitement chirurgical de l'hypertrophie prostatique, Rapport présenté au XVe Congrès international de Lisbonne, Paris, G. Steinheil, aprile 1906.
- Félix Legueu, Traitement du cancer de l'appareil urinaire et des organes génitaux de l'homme, résultats éloignés, Brussels, de Hayez, 1908.
- Traité chirurgical d'urologie, Paris, F. Alcan, 1910, OCLC 490529057. (con Jean Casimir Félix Guyon).
- (Con Edmond Papin and G. Maingot) Exploration radiographique de l'appareil urinaire, 1913
- Repair of urethral defects by tubular grafts of vaginal mucosa, in The Journal of Urology, vol. 2, n. 5, Ottobre 1918,  pp. 369-377, ISSN 0022-5347 (WC · ACNP), OCLC 494030635.
- Cliniques de Necker
- (Con Pierre Truchot and Bernard Fey) La pyéloscopie, Éditions médicales Norbert Maloine, Clinique urologique de Necker. 1927, 112 p.
- (Con Edmond Papin) Précis d'urologie, Maloine. 1937[3]